# Comuna de Olszanka
Olszanka (polaco: Gmina Olszanka) é uma gminy (comuna) na Polónia, na voivodia de Opole e no Condado de Brzeg. A sede do condado é a cidade de Olszanka.
De acordo com os censos de 2004, a comuna tem 4987 habitantes, com uma densidade 53,8 hab/km².

## Área
Estende-se por uma área de 92,61 km², incluindo:
- área agricola: 86%
- área florestal: 5%

## Demografia
Dados de 30 de Junho 2004:
|                      | Total   | Total | Mulheres | Mulheres | Homens  | Homens |
| -------------------- | ------- | ----- | -------- | -------- | ------- | ------ |
|                      | pessoas | %     | pessoas  | %        | pessoas | %      |
| População            | 4987    | 100   | 2482     | 49,8     | 2505    | 50,2   |
| Densidade (pop./km²) | 53,8    | 100   | 26,8     | 26,8     | 27      | 27     |

De acordo com dados de 2002, o rendimento médio per capita ascendia a 1367,09 zł.

## Comunas vizinhas
- Grodków, Lewin Brzeski, Niemodlin, Skarbimierz, Wiązów